# Ocean Breeze Park
Ocean Breeze Park és una població dels Estats Units a l'estat de Florida. Segons el cens del 2000 tenia 463 habitants.

## Demografia
Segons el cens del 2000, Ocean Breeze Park tenia 463 habitants, 335 habitatges, i 107 famílies. La densitat de població era de 1.051,6 habitants/km².
Dels 335 habitatges en un 0,3% hi vivien nens de menys de 18 anys, en un 26,9% hi vivien parelles casades, en un 4,8% dones solteres, i en un 67,8% no eren unitats familiars. En el 63,6% dels habitatges hi vivien persones soles el 43,9% de les quals corresponia a persones de 65 anys o més que vivien soles. El nombre mitjà de persones vivint en cada habitatge era d'1,38 i el nombre mitjà de persones que vivien en cada família era de 2,05.
Per edats la població es repartia de la següent manera: un 0,2% tenia menys de 18 anys, un 0,4% entre 18 i 24, un 5,4% entre 25 i 44, un 27,4% de 45 a 60 i un 66,5% 65 anys o més.
L'edat mediana era de 70 anys. Per cada 100 dones de 18 o més anys hi havia 83,3 homes.
La renda mediana per habitatge era de 15.709 $ i la renda mediana per família de 27.813 $. Els homes tenien una renda mediana de 17.083 $ mentre que les dones 25.208 $. La renda per capita de la població era de 19.802 $. Entorn del 14,6% de les famílies i el 15,3% de la població estaven per davall del llindar de pobresa.

## Poblacions més properes
El següent diagrama mostra les poblacions més properes.